# Мультиплекс (кінотеатр)

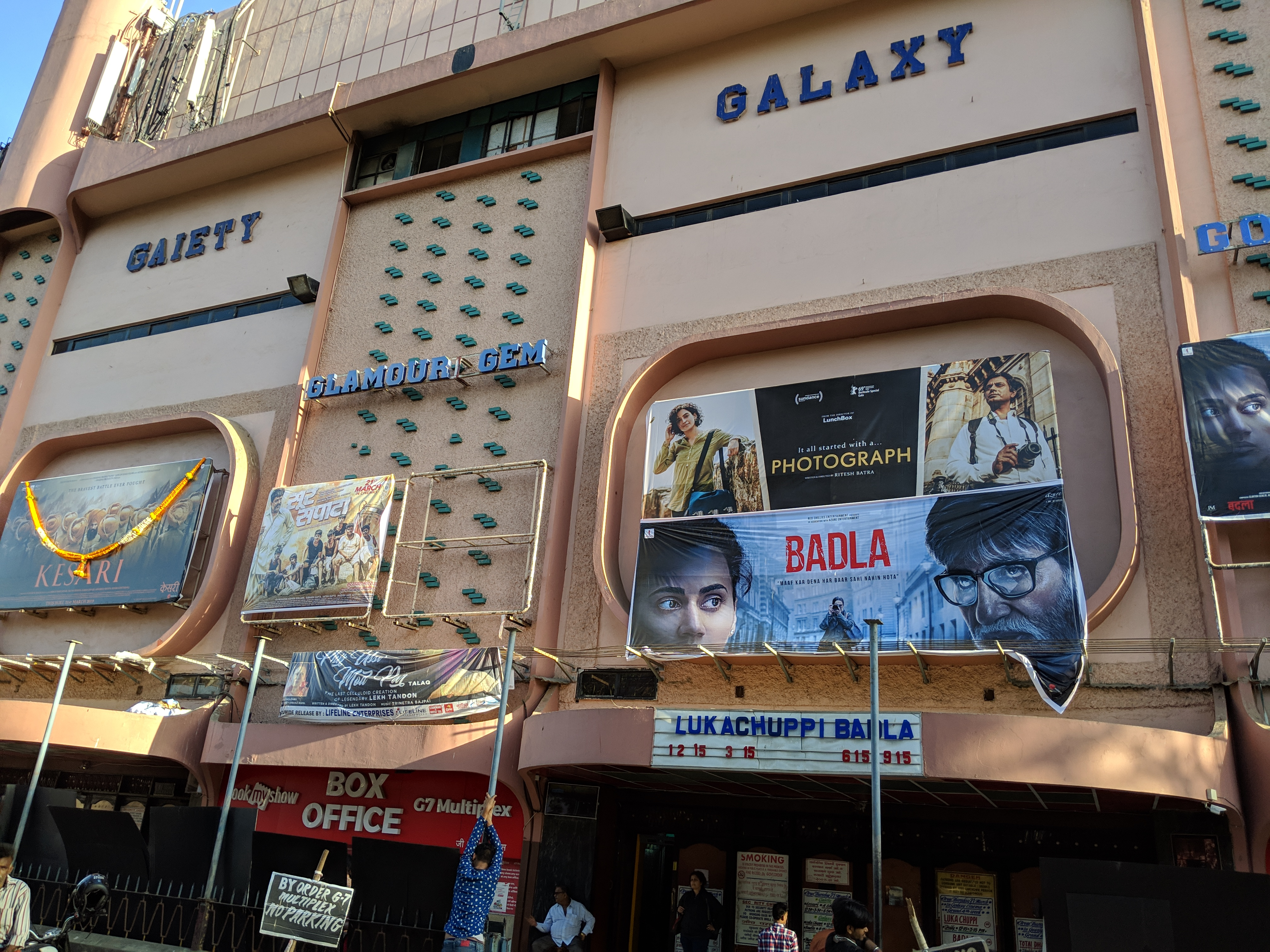
Мультиплекс

Мультиплекс (англ. multiplex «складний, складовий») — кінотеатр із кількома, як правило, трьома або більше кінозалами; комплекс кінотеатрів
Комплекси, в яких кількість залів перевищує 12, називають мегаплексами (megaplex).
Кінозали, як правило, невеликі, оскільки основна мета — показ кількох фільмів одночасно, щоб залучити глядачів із різними уподобаннями.
Мультиплекс також, окрім демонстрації кіно, може надавати інші розваги. Для цього в будівлі кінотеатру можуть облаштовуватись бар або кав'ярня, більярд, ігрові автомати, боулінг тощо.

## Історія появи
Винахідником багатозальних кінотеатрів вважають канадця Ната Тейлора, який відкрив другий зал свого кінотеатру «Елджин» у Торонто 31 грудня 1947 року. Додатковий малий екран дозволяв одночасно здійснювати два прем'єрні покази різних кінокартин.